# Linzer Stadion
Il Linzer Stadion, meglio noto come Gugl, era uno stadio calcistico situato a Linz, in Austria.
Inaugurato il 28 giugno 1952, ha una capacità di 25 138 spettatori, tutti con posti a sedere e coperti. Dal 1988 al 2008 ha ospitato anche un meeting di atletica leggera, il Gugl-Meeting. Il nome Gugl deriva dalla zona di Linz dove sorge l'impianto ed era talvolta usato per indicare lo stesso.
Ha ospitato fino alla stagione 2015-2016 le partite casalinghe del LASK Linz e, in passato anche quelle del Linz. Nei campionati disputati dal club in Erste Liga è stato anche lo stadio casalingo del Blau-Weiß Linz.
Disponeva di un impianto di riscaldamento del terreno.
Ove sorgeva l'impianto nel 2023 è stato inaugurato il nuovo stadio.